# کورت هورنفیشر
کورت هورنفیشر (آلمانی: Kurt Hornfischer; زاده ۱ ژانویهٔ ۱۹۱۰ – درگذشته ۱۸ ژانویهٔ ۱۹۵۸) کشتی‌گیر اهل آلمان بود.